# 九三学社广西壮族自治区委员会
九三学社广西壮族自治区委员会，简称九三学社广西壮族自治区委、九三学社广西区委会、广西九三学社，是九三学社在广西壮族自治区的地方组织。